# Soda Drinker Pro
Soda Drinker Pro (literalmente "Bebedor de refrigerante profissional") é um jogo eletrônico que simula o ato de beber refrigerante. O jogo foi idealizado e escrito por Will Brierly, sendo desenvolvido e publicado pelo estúdio independente estadunidense Snowrunner Games. Foi lançado em 14 de abril de 2016 para computador Windows através das plataformas Steam e Xbox One.

## Jogabilidade
O jogador usa os controles de teclado para mover o personagem pela simulação de beber refrigerante, enquanto o rato do computador é utilizado para olhar ao redor dos ambientes, em perspectiva de primeira pessoa. O botão esquerdo do rato coloca o refrigerante na boca do jogador, enquanto o botão direito do mouse faz o personagem tomar um gole da bebida. O refrigerante tem que estar na boca do jogador para que ele possa ser bebido. Há um medidor de refrigerante no canto superior esquerdo do ecrã que mede a quantidade de refrigerante que resta no copo do jogador. Depois que o jogador tiver terminado de beber o refrigerante, ele pode passar para a próxima fase. Ao longo dos ambientes, existem "Refrigerantes Bônus" que podem ser coletados.

### Vivian Clark
Soda Drinker Pro contém um outro jogo secreto intitulado Vivian Clark, que pode ser acessado pelo jogo principal através de uma casa no segundo nível, "o parque", da simulação. Na versão inicial do jogo, este podia ser acessado ao lado de uma rocha específica por mais de trinta segundos.
Vivian Clark consiste de uma série de minijogos interligados, em que o objetivo principal é vencer o máximo possível destes consecutivamente sem fracassar.

## Desenvolvimento e lançamento
A primeira versão de Soda Drinker Pro foi desenvolvida em menos de um dia em 2008. Após o lançamento inicial de cinco níveis, ele continuou em estado de desenvolvimento. Soda Drinker Pro foi anunciado na Steam Greenlight em março de 2013.  Em 29 de janeiro de 2015, o jogo recebeu greenlit da Comunidade Steam. O jogo foi lançado em 14 de abril de 2016 para Windows através do Steam e Xbox One. Uma versão para dispositivos Android também estava disponível anteriormente na Google Play Store, porém foi removida. Em 2023, o jogo foi lançado no NES pela Limited Run Games.

## Recepção
Soda Drinker Pro tem uma pontuação de 30/100 no Metacritic utilizando como base nove críticos, indicando "avaliações majoritariamente negativas". Patrick Hancock do Destructoid escreveu "Soda Drinker Pro se parece e soa como um lixo absoluto em todos os sentidos possíveis. Não há qualidades redentoras sobre este jogo."
O subjogo secreto, Vivian Clark, foi comparado à série WarioWare, LSD: Dream Emulator e outros jogos abstratos pela mídia.